# Фелікс Ламек
Фелікс Шемла Ламек (1894, Туніс — 1962) — французький метеоролог і астроном, дослідник Місяця. Організатор Астрономічного товариства Корфу та першої астрономічної обсерваторії на острові Керкіра. На його честь 1935 року названий кратер Ламек на Місяці.
Ламек був одним з останніх селенографів, які користувалися не фотографіями, а кресленнями для побудови місячних мап. Деякі запропоновані ним топоніми на Місяці ввійшли у вжиток.

## Біографія
Фелікс Шемла Ламек походить з тунісько-французької родини. Про ранній період його життя практично нічого невідомо.

### Грецький період

#### Будівництво обсерваторії
На початку 1923 року Ламек приїхав на Керкіру, щоб побудувати тут обсерваторію. Обсерваторія була розташована на пагорбі Когевіна, у 1 км на захід від центру міста Керкіра, на південний захід від порту, у районі Алепоу. Офіційно її було відкрито 24 травня 1924 року. Перший телескоп Ламек привіз із собою, а на місці спроєктував та побудував обертальний купол. Серед обладнання були меридіанний 110-мм бінокуляр, встановлений у 2,5-метровому куполі, 160-мм екваторіальний телескоп у 4,5-метровому куполі. Також були два навчальні бінокуляри: 61-мм і 81 мм. Ними користувалися учні. Серед додаткового обладнання була метеорологічна камера, а також подарований Теодором Стефанідесом улітку 1930 року спектроскоп. 1933 року Астрономічне товариство викупило в Йоанніса Когевіни землю та будинок, щоб подубувати ще один купол. Обсерваторія працювала 16 років, до 1940 року. Одна з будівель обсерваторії існувала до квітня 1989 року, коли була знесена.

#### Астрономічне товариство
4 грудня 1926 року Ламек організував збори, на яких запропонував створити Астрономічне товариство. 13 лютого 1927 року в приміщенні Другої гімназії відбулися установчі збори, на яких було затверджено статут «Астрономічного товариства Греції» та обрано тимчасове керівництво. 10 квітня товариство обрало перше правління в складі 5 осіб. Почесним президентом обрали директора Афінської національної обсерваторії Дімітріоса Аїгінітіса, а почесним членом став митрополіт Керкіри Афінагор.
9 липня на сцені літнього кінотеатру «Фенікс» у Керкірі Фелікс Ламек прочитав науково-популярну лекцію на тему «Комети, їхні закони та походження».
Товариство видавало журнал «Уранія» грецькою й французькою мовами, а також іноді німецькою й англійською. Помічником Ламека в спостереженнях був майбутній грецький астроном Йоанніс Фокас
1932 року товариство отримало премію від Академії наук Греції.

#### Переслідування й від'їзд
У вересні 1927 року в газеті «Керкірська Надія» (грец. Κερκυραικα Ελπις) вийшла стаття інженера й теолога П. Кокколіса, де автор розкритикував Ламека за називання Моїсея брехуном у іншій публікації. У липні 1928 року вийшла стаття з критикою Ламека в журналі «Святий Спірідон», що його редагував архімандрит Партеніос Полакіс. Клерикальні кола були невдоволені його науково-популярними лекціями, в яких Ламек спростовував богословську картину походження світу. На захист астронома встали газета «Корфу», яка тривалий час публікувала новини Астрономічного товариства та обсерваторії, та інші видання.
Утім суттєво вражений критикою та незгідний з нею, на наступний день після публікації Ламек подав у відставку з посади члена правління Астрономічного товариства. 19 липня 1928 року відбулося надзвичайне засідання правління товариства вдома в його президента Ахіллеса Фредеріка, де після тривалої дискусії було одноголосно вирішено відставку не приймати.
На початку 1929 року Ламек раптово залишив Керкиру та подався до Франції. Він забрав з собою телескопи та інше обладнання, чим підірвав матеріальну базу Астрономічного товариства. Утім невдовзі він повернувся на Корфу на деякий час та відновив співпрацю з товариством.

### Подальший життєпис
Після повернення до Франції Ламек переїхав до Тулузи. У Тулузі він став директором метеорологічної служби та продовжив астрономічні спостереження.
Після вступу Франції у Другу світову війну, Ламек пішов добровольцем на фронт. Після розгрому Франції він брав участь у складі військових з'єднань Вільної Франції у Північній Африці. Ламек повернувся до наукової діяльності по завершенню війни та опублікував низку наукових праць у 1950-х роках. Останні роки страждав на серцеву хворобу та жив відлюдником у своїй віллі на околицях поселення Ольне-су-Буа неподалік Парижу.
Був обраний членом Астрономічного товариства Франції та Місячного комітету Бельгійського астрономічного товариства.

## Дослідження Місяця
Ламек був автором численних карт Місяця, опублікованих з 1930-х до 1950-х років. Почав він цю працю на Корфу, продовжив у Тулузі, де перше видання місячної мапи вийшло в липні 1934 року зі вступом французького астронома Моріса Дарне. Повний варіант мапи опублікований 1955 року.
Фелікс Ламек запропонував низку топонімів на Місяці, які не були затверджені Міжнародним астрономічним союзом. Зокрема 5 топонімів присвячені мешканцям Корфу, серед яких Теодор Стефанідес.

## Пам'ять
- На початку XXI століття головна вулиця на пагорбі Когевіна в Керкірі, де колись була розташована обсерваторія, названа на честь Фелікса Ламека.
- На його честь 1935 року названий кратер Ламек[en] на Місяці.